# Мба, Энджонаи
Луи Энджонаи Мба (фр. Louiz Enjonaei Mbah; род. 1 апреля 1997, Камерун) — камерунский футболист, полузащитник клуба «Эдинг Спорт» и национальной сборной Камеруна.

## Карьера
В 2019 году стал выступать за камерунский клуб «ПВД Баменда», вместе с которым по итогу сезона стал чемпионом Премьер-дивизиона из-за приостановки чемпионата во время пандемии COVID-19. Также вместе с клубом в 2021 году стал обладателем Кубка Камеруна. В августе 2022 года футболист перешёл в клуб «Эдинг Спорт». В феврале 2023 года футболист прибыл в Белоруссию на просмотр в борисовский БАТЭ. Позже главный тренер белорусского клуба Кирилл Альшевский сообщил, что с камерунским футболистом не будет заключён контракт.

## Международная карьера
В Ноябре 2022 года футболист получил вызов в национальную сборную Камеруна. Дебютировал за сборную 9 ноября 2022 года в товарищеском матче против сборной Ямайки. В январе 2023 года футболист отправился вместе со сборной на чемпионат африканских наций. На турнире футболист сыграл в 2 матчах против сборных Республики Конго и Нигера.

## Достижения
«ПВД Баменда»
- Победитель Премьер-дивизиона: 2019/20
- Обладатель Кубок Камеруна: 2021